# JADES-GS-z14-0
JADES-GS-z14-0 — галактика в созвездии Печь, открытая в 2024 году с помощью NIRcam в рамках программы космического телескопа «Джеймс Уэбб».

## Открытие
JADES-GS-z14-0 была открыта с помощью спектрографа ближнего инфракрасного диапазона космического телескопа «Джеймс Уэбб» (NIRSpec) в 2024 году, и её красное смещение составляет 14,32, что указывает на то, что формирование галактики произошло примерно через 290 миллионов лет после Большого взрыва.
Как и другие галактики, сформировавшиеся в ранней Вселенной, она была намного ярче, тяжелее и больше, чем предполагалось ранее по стандартам того времени. По словам исследовательской группы, удивительны и возможные признаки присутствия кислорода, для которого к тому времени должно было сформироваться и пройти несколько поколений массивных звёзд. По этой причине предыдущая стандартная модель космологии с тех пор подвергается все большим сомнениям.

## Характеристики
JADES-GS-z14-0 имеет неизвестный на данный момент размер и обладает чрезвычайно высокой светимостью. Спектроскопический анализ выявил наличие выбросов сильных ионизированных газов, включая водород и кислород.

## Дальнейшие наблюдения
Первоначальная идентификация JADES-GS-z14-0 была сделана на основе данных изображения, полученных с помощью камеры ближнего инфракрасного диапазона космического телескопа «Джеймс Уэбб» (NIRCam). Гипотеза о большом красном смещении была подтверждена многочисленными спектроскопическими наблюдениями с помощью NIRSpec (Near-Infrared Spectrograph). Кроме того, наблюдения с использованием прибора среднего инфракрасного диапазона космического телескопа «Джеймс Уэбб» (MIRI) обнаружили галактику в более длинных волнах, что подтверждает значительное расстояние, на котором находится JADES-GS-z14-0.